# Viaduc de Besnault
Le viaduc de Besnault ou viaduc de la Manse est un édifice ferroviaire en maçonnerie franchissant le cours d'eau de la Manse et la route départementale 210 dans la vallée de la Manse. Limitrophe de deux communes, il est situé au Sud-Est de la commune de Saint-Épain et au Nord-Ouest de la commune de Noyant-de-Touraine dans le département d'Indre-et-Loire,.

## Situation ferroviaire
Le viaduc de Besnault est situé approximativement au point kilométrique (PK) 268+800. Il est emprunté par la ligne de Paris-Austerlitz à Bordeaux-Saint-Jean, le TER Centre-Val de Loire et le transport de fret,.
Pour les trajets en transport express régional (TER) et autres lignes, il est encadré par les gares de la commune de Villeperdue au Nord et celle de la Sainte-Maure - Noyant au Sud, sur la commune de Noyant-de-Touraine, distantes de 10,96 km à vol d'oiseau.

## Histoire
Le 15 juillet 1851, la gare de Sainte-Maure - Noyant, située sur la commune de Noyant-de-Touraine, est ouverte par la Compagnie du chemin de fer d'Orléans à Bordeaux. Le viaduc de Besnault est construit par l'architecte Jules de La Morandière (1813-1905) et achevé de sa construction en 1852. Le 15 octobre, Louis-Napoléon Bonaparte (1808-1873), futur empereur Napoléon III inaugure la ligne ferroviaire « Paris-Bordeaux »,.
En 1938, les voies de la ligne sont électrifiées. Sans atteindre leur objectif, le 14 juillet 1944, un groupe de six avions bombardiers de l'US Air Force ont pour mission de détruire le viaduc de Besnault afin d'enrayer le réseau de transport détenu par les troupes allemandes.
En 2019, un rapport d'enquête publique sur le projet d'élaboration du plan local d'urbanisme intercommunal (PLUi) mentionne une ambiguïté d'appellation locale entre les viaducs de Besnault et Courtineau. Situé à l'Ouest de la commune de Sainte-Maure-de-Touraine, le viaduc de Courtineau est un ouvrage construit en 1977 permettant le passage routier au dessus de l'autoroute A10.

## Caractéristiques
Le viaduc de Besnault possède les caractéristiques d'une hauteur de 31 mètres pour une longueur de 303 mètres comportant 15 travées,.
Sa structure est celle d'un pont en arc en plein cintre réalisé en maçonnerie.

## Galerie

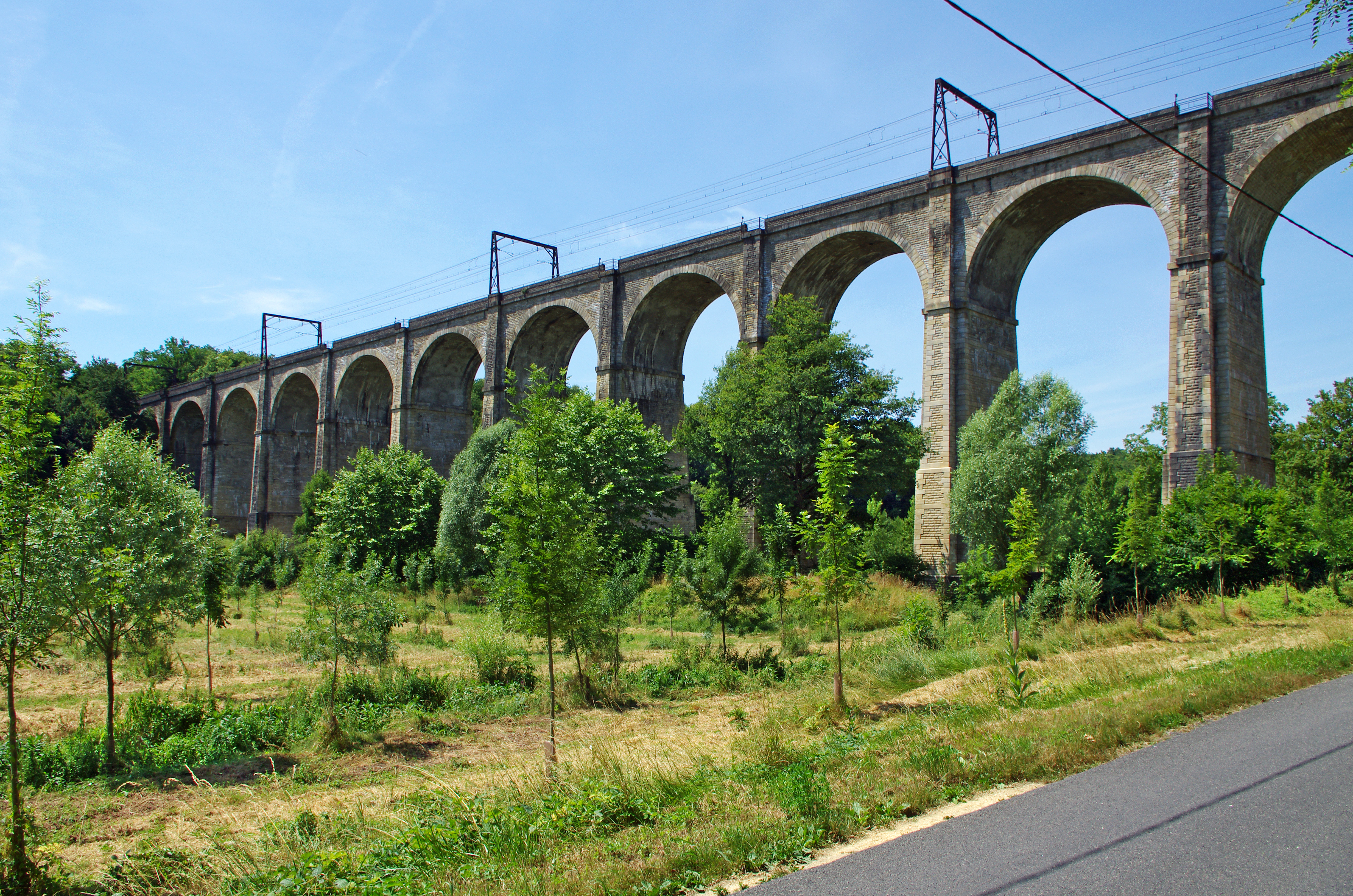
Vue du viaduc depuis la commune de Saint-Épain en 2014.
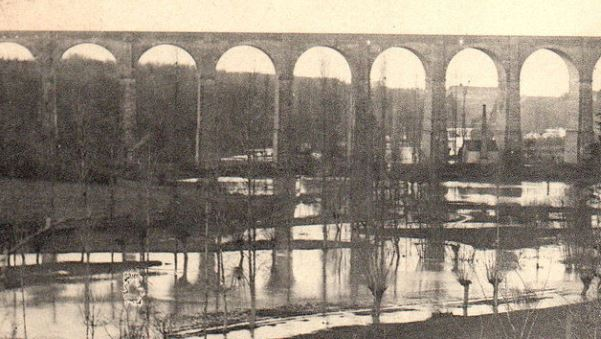
Le viaduc surplombant le cours d'eau de La Manse à la fin du XIXe ou début du XXe siècle.
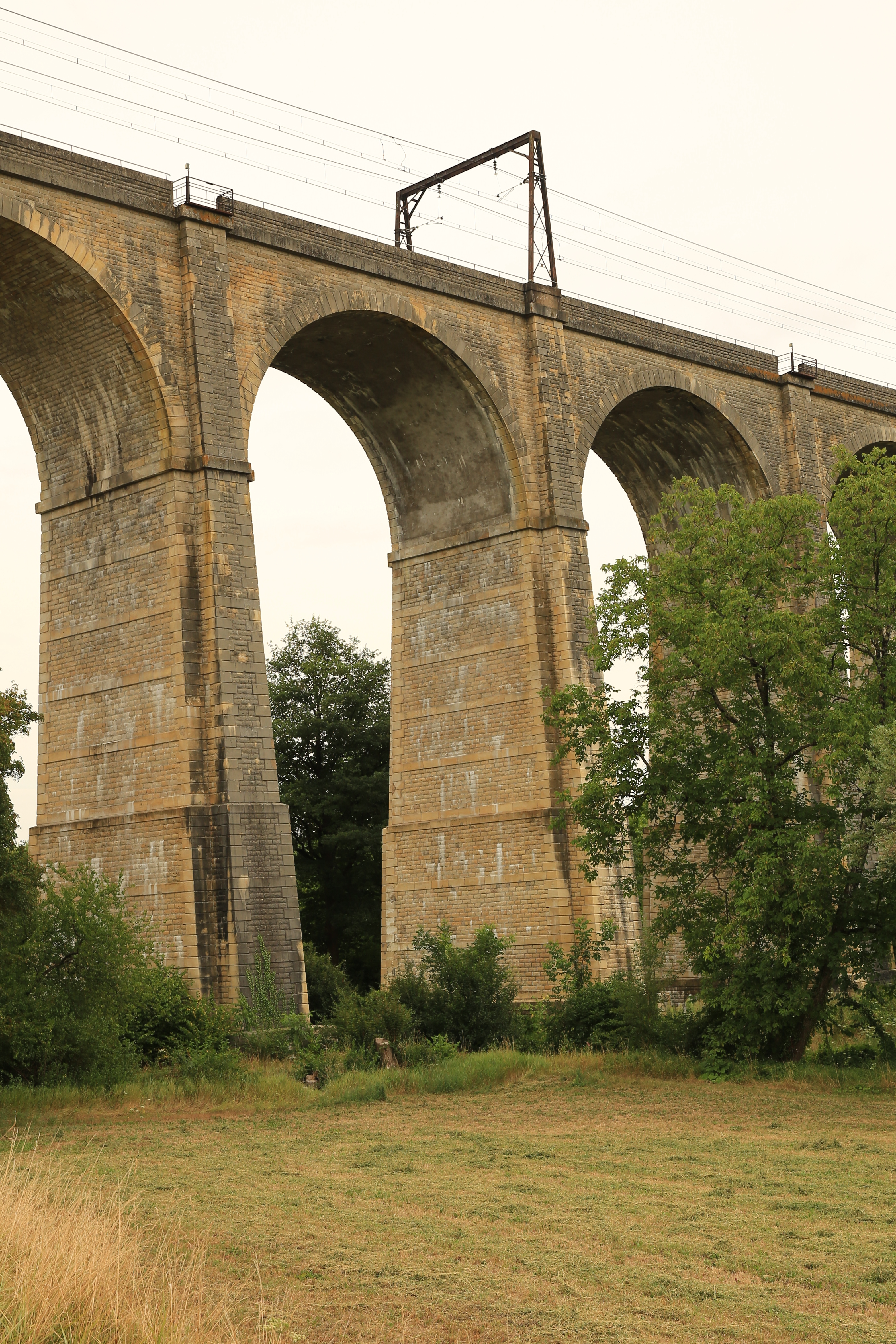
Détails des arches du viaduc en 2015.
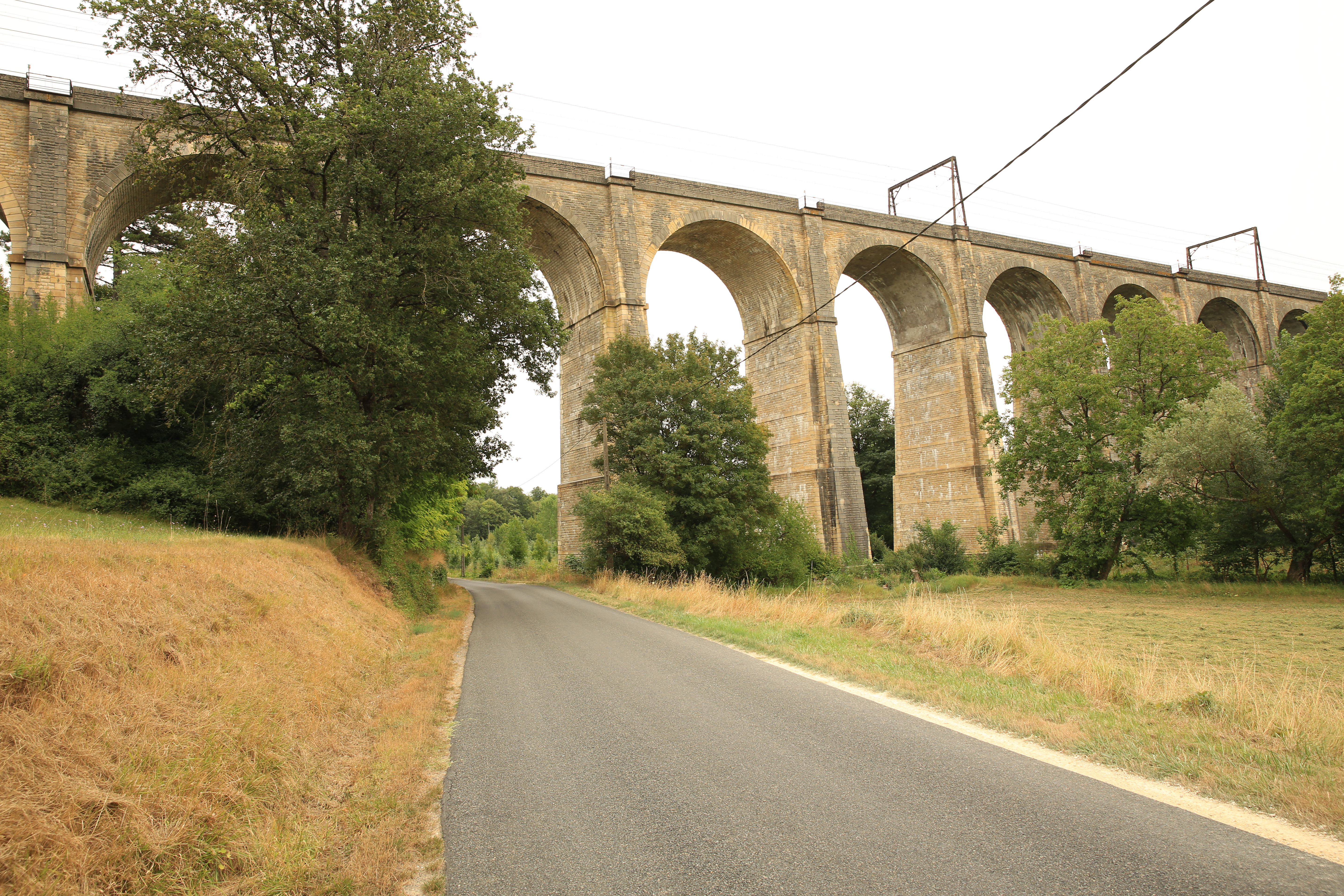
Vue du viaduc ferroviaire depuis la D 210 en 2015.